# Puzava ivica
Puzava ivica - lat. Ajuga reptans, biljka je iz porodice Lamiaceae, udomaćena u Europi, dok u sjevernoj Americi raste kao invazivna vrsta. Naraste do 15 cm visine, cvjetovi su joj ljubičasto plavi. Biljka je ljekovita, sasvim mladi listovi i vrhovi su jestivi.

## Ljekovitost
Čaj iz suhih cvjetnih dijelova biljaka pomaže kod reumatizma, čira na želucu i angine. Prema drugom izvoru, moguće je pripremiti infuziju nadzemnih dijelova biljke i to protiv proljeva, izvana kod dermatitisa, hemoroida i upala sluznice. U Austriji se koristi kod poremećaja dišnog sustava.Biljka po nekim izvorima može uzrokovati hepatitis, pa je kod uporabe potreban oprez.

## Vanjske poveznice
PFAF database Ajuga reptans